# Jean-Marc Gounon
Jean-Marc Gounon (ur. 1 stycznia 1963 roku w Aubenas) – były francuski kierowca Formuły 1.

## Życiorys
W roku 1989 został mistrzem Francuskiej Formuły 3, by rok później rozpocząć ściganie się w Formule 3000. W ciągu trzech lat odniósł w tej serii kilka zwycięstw.
W roku 1993 zadebiutował w Formule 1 w zespole Minardi podczas Grand Prix Japonii, zastępując Christiana Fittipaldiego. Jednakże ani wyścigu na Suzuce, ani zamykającego sezon wyścigu o Grand Prix Australii Francuz nie zdołał ukończyć.
Na początku sezonu 1994 Gounon nie znalazł sobie miejsca w żadnym zespole (Minardi w jego miejsce zatrudniło Michelego Alboreto), ale przed jego rodzimym wyścigiem jego usługami zainteresował się bardzo słaby zespół Simtek. Grand Prix Francji Jean-Marc Gounon ukończył na przyzwoitym dziewiątym miejscu. Po starcie w sześciu kolejnych wyścigach, mimo że Gounon kwalifikował się do każdego z nich (co w zespole MTV Simtek Ford nie było łatwe), został zmieniony przez Domenico Schiattarellę, który wniósł do zespołu dużą ilość pieniędzy. Gounon już nigdy potem nie powrócił do Formuły 1, ścigając się za to samochodami sportowymi.

## Wyniki

### Formuła 1
| Rok  | Zespół          | Samochód     | Silnik           | Wyniki w poszczególnych eliminacjach | Wyniki w poszczególnych eliminacjach | Wyniki w poszczególnych eliminacjach | Wyniki w poszczególnych eliminacjach | Wyniki w poszczególnych eliminacjach | Wyniki w poszczególnych eliminacjach | Wyniki w poszczególnych eliminacjach | Wyniki w poszczególnych eliminacjach | Wyniki w poszczególnych eliminacjach | Wyniki w poszczególnych eliminacjach | Wyniki w poszczególnych eliminacjach | Wyniki w poszczególnych eliminacjach | Wyniki w poszczególnych eliminacjach | Wyniki w poszczególnych eliminacjach | Wyniki w poszczególnych eliminacjach | Wyniki w poszczególnych eliminacjach | Pkt. | Msc. |
| ---- | --------------- | ------------ | ---------------- | ------------------------------------ | ------------------------------------ | ------------------------------------ | ------------------------------------ | ------------------------------------ | ------------------------------------ | ------------------------------------ | ------------------------------------ | ------------------------------------ | ------------------------------------ | ------------------------------------ | ------------------------------------ | ------------------------------------ | ------------------------------------ | ------------------------------------ | ------------------------------------ | ---- | ---- |
| 1993 |                 |              |                  | Południowa Afryka                    | Brazylia                             | Unia Europejska                      | San Marino                           | Hiszpania                            | Monako                               | Kanada                               | Francja                              | Wielka Brytania                      | Niemcy                               | Węgry                                | Belgia                               | Włochy                               | Portugalia                           | Japonia                              | Australia                            | 0    | NS   |
| 1993 | Minardi Team    | Minardi M193 | Ford HBD 3.5 V8  |                                      |                                      |                                      |                                      |                                      |                                      |                                      |                                      |                                      |                                      |                                      |                                      |                                      |                                      | NU                                   | NU                                   | 0    | NS   |
| 1994 |                 |              |                  | Brazylia                             |                                      | San Marino                           | Monako                               | Hiszpania                            | Kanada                               | Francja                              | Wielka Brytania                      | Niemcy                               | Węgry                                | Belgia                               | Włochy                               | Portugalia                           | Unia Europejska                      | Japonia                              | Australia                            | 0    | NS   |
| 1994 | MTV Simtek Ford | Simtek S941  | Ford HBD6 3.5 V8 |                                      |                                      |                                      |                                      |                                      |                                      | 9                                    | 16                                   | NU                                   | NU                                   | 11                                   | NU                                   | 15                                   |                                      |                                      |                                      | 0    | NS   |